# Kommunikativ handlen
Kommunikativ handlen er et begreb opfundet af Jürgen Habermas, der dækker over social handlen grundet i fælles forståelse af og konsensus om, hvad sandheden er. Denne forståelse opnås ved fri deliberation mellem ligeværdige. 
Begrebet kommunikativ benyttes ofte i forbindelse med begrebet livsverdenen. Den kommunikative handlen vil skabe værdifællesskaber og udspringer fra sprog og sociale principper. 
| filosofi | Spire Denne filosofiartikel er en spire som bør udbygges. Du er velkommen til at hjælpe Wikipedia ved at udvide den. |

| Naturvidenskab | Spire Denne naturvidenskabsartikel er en spire som bør udbygges. Du er velkommen til at hjælpe Wikipedia ved at udvide den. |